# Слонёнок (мультфильм)
«Слонёнок» — рисованный мультипликационный фильм 1967 года, лиричная и ироничная детская сказка, экранизированная режиссёром Ефимом Гамбургом.
Экранизация одноимённой сказки Редьярда Киплинга о любопытном слонёнке и о том, как у него появился хобот. В мультфильме использован перевод Корнея Чуковского.
Ранее сказка уже была экранизирована мультипликатором Анной Щекалиной на той же студии в 1936 году.

## Сюжет
Незатейливая история о любознательном слонёнке, чей маленький нос превратился в длинный слоновый хобот, развёрнута на фоне красочно изображённой африканской природы.

## Создатели
- Автор сценария и режиссёр: Ефим Гамбург
- Художник-постановщик: Натан Лернер
- Композитор: Ивар Арсеев
- Оператор: Михаил Друян
- Звукооператор: Георгий Мартынюк
- Монтажёр: Изабелла Герасимова
- Редактор: Александр Тимофеевский
- Директор картины: Фёдор Иванов
- Художники-мультипликаторы: Эльвира Маслова, Владимир Пекарь, Иван Давыдов, Владимир Попов, Иосиф Куроян, Леонид Носырев, Анатолий Петров, Зоя Монетова, Сергей Маракасов
- Текст от автора читает: Николай Литвинов
- Роли озвучивали:
  - Рина Зелёная — Слонёнок
  - Анатолий Папанов — Крокодил
  - Эраст Гарин — Питон
  - Георгий Вицин — Павиан
  - Григорий Шпигель — Бегемотиха
  - Дангуоле Лозорайтите — Страусиха / птичка Коло-коло